# Копенхашка болест
Копенхашка болест, понекад позната као Копенхашки синдром или прогресивна неинфективна предња пршљена фузија (ПАВФ), је јединствени поремећај кичме са карактеристичним радиолошким карактеристикама. Ово је ретка дечја болест непознатог узрока, која погађа жене нешто више него мушкарце (60%). Преваленција је непозната, али је пријављено око 80-100 особа са болешћу у Копенхагену од 1949. године. Међутим, још увек је мало познато истраживање због реткости болести. Болест је толико ретка да Национална организација за ретке болести чак ни не помиње у својој бази података.
Копенхашка болест погађа доњи део леђа, што се може видети на МР скенирању. Карактерише га прогресивна фузија предњег тела пршљена у тораколумбалном делу кичме.

## Презентација
Појединци са Копенхашком болешћу су често асимптоматични, али неки могу имати симптоме укључујући бол у леђима, отежано ходање и укоченост кичме, укључујући врат и леђа, са кифозом. Кифоза може напредовати до углова до 85 степени. Потпуна коштана анкилоза се јавља како болест напредује током година.
Радиолошки налази могу показати деформитете предњег дела крајњих плоча, што је повезано са сужавањем између пршљенова у одређеним областима. Такође се види ерозија и неправилност одговарајућих завршних плоча. Ово је праћено фузијом, међутим фузија се обично не види у простору задњег диска осим у каснијим стадијумима болести.

## Симптоми
| Веома чести | Повремени |
| --- | --- |
| - Абнормалност интервертебралног диска - Абнормалност кичменог стуба - Брахикефалија - Депресивни носни мост - Нагнуте палпебралне пукотине - Пљоснато лице - Хипертелоризам - Кифоза - Велике руке - Округло лице - Сколиоза - Задебљана кожа - Танка црна ивица - Широка уста - Широки носни мост - ckened skin - Thin vermilion border - Wide mouth - Wide nasal bridge | - Абдоминални ситус инверсус - Ненормалан облик лица - Бол у костима - Егзостозе - Укоченост зглобова - Морфолошка абнормалност централног нервног система - Проксимална радио-улнарна синостоза - Крутост кичме - Висок раст - Spinal rigidity - Tall stature |

## Клиничке студије и извештаји о случајевима

### Мушкарац од 15 година
15-годишњи мушкарац имао је велику тораколумбалну кифозу са укоченошћу кичме. Међутим, није било приказа бола, сколиозе, неуролошких симптома или проблема са кретањем. Комбинацијом МРИ кичме, налаза радиографије и одсуства покрета сакроилијакалног зглоба, дијагностикована је Копенхашка болест. Код ове особе, налази испитивања су показали фузију тела предњег пршљена, као и вишестепену облитерацију и ерозију лумбалног предњег диска. Сужавање и ерозија завршних плоча може се јавити у раном детињству и напредовати током адолесценције. Сужење се може проширити уназад, што доводи до потпуне фузије пршљенова. Код овог 15-годишњег мушкарца урађена је транспедикуларна остеотомија Т12-Л1 у циљу лечења појединца.

### 12-годишња жена
Жена стара 12 година имала је прогресивну тораколумбалну кифосколиозу и ограничену способност кретања врата. При рођењу је констатована малформација расцепљене пупчане врпце, али није било интервенција. Рођена је у пуном термину. Њена мајка је имала 27 година, а отац 32 године, обоје здрави и неповезани једно с другим. Са 9 година почела је да има проблема са нагињањем кичме и савијањем, као и померањем главе. Такође је имала болове, посебно у окципиталном и субокципиталном делу, и имала је проблема са ходом. Кроз детињство се нормално развијала, осим благог застоја у моторичком развоју. Са 12 година, физички преглед је показао да је њена висина знатно испод просека за њене године, као и укоченост у врату са ограниченом способношћу кретања, посебно флексије. Такође је примећена релативна лигаментна хиперлаксичност удова. Дијагностикован јој је ПАВФ који се јавио на три нивоа пршљенова укључујући вратну кичму, цервикоторакални ниво и лумбосакрални зглоб. ЦТ скенирањем су добијени детаљи малформације пршљенова који је показао фузију бочних маса осовине на вратној кичми са Ц3, фузију Ц7-Т5 и Т6-Т7 и фузију Л5-С1. Поред тога, такође је откривено да има ситус инверсус висцералис.

### 8-годишњи мушкарац
15-месечни мушкарац са кифосколиозом и укоченошћу. Имао је историју атријалног септалног дефекта и плућне секвестрације која је лечена. Такође је утврђено да има неправилност предње завршне плоче. Када је имао 8 година, кифоза се погоршала до тешке (85 степени) и снимак је показао да је у овом тренутку имао вишестепено сужење предње завршне плоче и едем предње завршне плоче. Урађена је операција кичме.

### Мушкарац од 12 година
Утврђено је да 12-годишњи мушкарац са историјом прогресивне тораколумбалне кифозе има скоро потпуну предњу фузију између два нивоа на тораколумбалном споју, Т12-Л1 и Л1-Л2. Ово је утврђено употребом радиографије и МР снимања. Да би лечио свој деформитет, имао је предње отпуштање и инструменте за кичму. Због других здравствених проблема, лечење је обављено касно.

### 9-годишња жена
Деветогодишња жена имала је укоченост кичме, сколиозу, као и разлику у дужини удова. Рођена је са плућном стенозом и тада је урадила неколико кардиохируршких операција. Током читавог детињства, установљено је да је ниског раста. Са 10 година, МР снимак је показао чврсту фузију на Л1/2 и Л3/4, а радиографија је показала лезије енхондроматозе. Такође је имала породичну историју која је укључивала окоштавање задњег уздужног кичменог лигамента, али није познато да ли је то повезано са стањем жене.